# Cephalopholis leopardus
Cephalopholis leopardus là một loài cá biển thuộc chi Cephalopholis trong họ Cá mú. Loài này được mô tả lần đầu tiên vào năm 1801.

## Từ nguyên
Danh từ định danh leopardus trong tiếng Latinh có nghĩa là "con báo", hàm ý đề cập đến những đốm màu đỏ cam trên đầu và thân của loài cá này, được Lacépède so sánh là “bắt chước màu sắc của báo hoa mai”.

## Phạm vi phân bố và môi trường sống
C. leopardus có phân bố rộng rãi ở khu vực Ấn Độ Dương - Thái Bình Dương, từ Đông Phi trải dài về phía đông đến quần đảo Mariana, quần đảo Line và quần đảo Marquises, ngược lên phía bắc đến Nhật Bản, xa về phía nam đến Úc, Nouvelle-Calédonie và Tonga. Tại Việt Nam, C. leopardus được ghi nhận tại cù lao Chàm và dọc theo bờ biển Quảng Nam.
C. leopardus ưa sống ở những khu vực giàu san hô trên rạn viền bờ và trong vũng thủy triều ở độ sâu đến ít nhất là 40 m.

## Mô tả
Chiều dài cơ thể lớn nhất được ghi nhận ở C. leopardus là 24 cm. Cá có màu nâu đỏ lốm đốm, nhạt màu hơn ở bụng với nhiều đốm đỏ cam hoặc đỏ hồng. Đốm nâu sẫm trên cuống đuôi. Vệt nâu sẫm ở phần trên của vây đuôi và một vệt đỏ nhạt hơn ở phần dưới của vây. Đốm nâu sẫm ở cuối nắp mang. Vây ngực phớt vàng ở vài cá thể.
Số gai ở vây lưng: 9; Số tia vây ở vây lưng: 13–15; Số gai ở vây hậu môn: 3; Số tia vây ở vây hậu môn: 9–10; Số tia vây ở vây ngực: 16–18; Số vảy đường bên: 47–50.

## Sinh học
Thức ăn của C. leopardus là các loài cá nhỏ và và động vật giáp xác. Như những loài cá mú cỡ nhỏ khác, C. leopardus thường ẩn mình trong các hang hốc của rạn san hô, và đây cũng là một trong những loài cá mú nhỏ nhất được biết đến.

## Thương mại
Do có kích thước nhỏ mà C. leopardus không phải là loài được nhắm mục tiêu đánh bắt, chủ yếu được đánh bắt trong nghề cá thủ công.